# Henri Prat (biologiste)
Pour l'homme politique, voir Henri Prat.
Pour les articles homonymes, voir Prat.
Henri Prat, né le 20 août 1902 à Saint-Germain-en-Laye et mort le 18 février 1981 à Aubagne, est un biologiste et botaniste français.

## Biographie
Henri Prat passe un baccalauréat en sciences (1920) et entre à l'École normale supérieure (promotion 1922). Il obtient une licence en physique et chimie (1922) et est classé premier à l'agrégation de sciences naturelles en 1926. Après un stage à l'Armée du Rhin et un an de professorat en Algérie, il revient à la rue d'Ulm comme agrégé-préparateur auprès du professeur Louis Blaringhem. 
En 1929, il fait la connaissance du botaniste canadien Marie-Victorin qui fait une escale à Paris avant de rendre à un congrès au Cap. Les deux hommes font ensemble quelques excursions et herborisations. Henri Prat fait si bonne impression au frère Marie-Victorin que celui-ci le recommandera pour la chaire de biologie de l'Université de Montréal quelques années plus tard.
Henri Prat obtient son doctorat ès sciences en 1931, avec une thèse sur L'Épiderme des Graminées.    
Cette même année, il entre à l'Université de Montréal comme professeur et directeur de l'Institut de biologie (1931-1935). Il dispense notamment des cours de zoologie et de pédagogie des sciences naturelles, où il aura comme élève Marcelle Gauvreau. De 1935 à 1945, il est en France où il occupe diverses fonctions, dont celle de professeur à la Faculté des Sciences de l'Université d'Aix-Marseille (1936-1946). 
De retour à l'Université de Montréal en 1945, il reprend son poste de professeur et est à nouveau nommé directeur de l'Institut de biologie (1949-1955), qui devient le Département de sciences biologiques. Au cours de ces années, il occupe la présidence de diverses sociétés scientifiques, dont la Société canadienne d'histoire naturelle (1947-1948) et la Société de biologie de Montréal (1950-1951). 
Entre 1926 et 1957, Henri Prat publie 114 articles et ouvrages et l'Université de Montréal lui décerne un doctorat honoris causa en 1945. Il quitte l'Université en 1960 pour reprendre son poste à l'Université de Marseille où il demeure jusqu'à sa retraite en 1975.

## Œuvres
- Etude des mycorhizes du « Taxus baccata », Corbeil, 1926
- L'Épiderme des graminées. Étude anatomique et systématique, dans Thèses présentées à la Faculté des sciences de Paris pour obtenir le grade de docteur ès sciences naturelles, Paris, Masson, 1931
- Florule halophytique de la grève de Trois-Pistoles, Québec, Université Laval, 1933
- Les Zones de végétation et les faciès des rivages de l'estuaire du Saint-Laurent, au voisinage des Trois-Pistoles, Québec, Université Laval, 1933
- Sur l'étude microscopique des épidermes végétaux, Bulletin de la Société Française de Microscopie, 1935
- Les Gradients histo-physiologiques et l'organisation végétale, Bulletin de la Société Française de Microscopie, 1935
- Recherches sur la structure et le mode de croissance des chaumes, dans Annales des sciences naturelles. Botanique, 1935
- Caractères anatomiques et histologiques de quelques andropogonées de l'Afrique Occidentale, Deuxième et dernier fascicule, Marseille : Musée colonial, 1937
- Biologie générale, biologie végétale, à l'usage des candidats au P.C.B., au S.P.C.N. et à la licence ès sciences naturelles, fascicule I, Paris, Tournier et Constans, 1940
- Les Gradients histo-physiologiques et l'organogenèse végétale, Montréal, Laboratoire de botanique de l'Université, 1945
- Les Gradients histo-physiologiques et l'organogenèse végétale, Montréal, Institut botanique, 1945
- Aide-mémoire de biologie, à l'usage des candidats au P.C.B. et à la licence ès sciences, certificats de physiologie générale, de botanique générale et S.P.C.N, Paris, Tournier et Constans, 1946
- Aide-mémoire de biologie 1, Biologie cellulaire-bactériologie, Paris, Centre de Documentation Universitaire, 1946
- Aide-mémoire de biologie 3, Physiologie végétale - cycles du carbone, du soufre, de l'eau et des sels minéraux-croissance-tropismes, Paris, Centre de Documentation Universitaire, 1946
- Histo-physiological gradients and plant Organogenisis, part 1, 1948
- L'homme et le sol, Paris, Gallimard, 1949
- L'Homme en face du complexe espace-temps-énergie. La notion d'hyperspace biologique, Montréal, Revue trimestrielle canadienne, 1950
- Histo-physiological gradients and plant Organogenisis, part 2, 1951
- Microcalorimétrie : applications physico-chimiques et biologiques, par Édouard Calvet et Henri Prat, préface du Pr. Frederick D. Rossini, Paris,  Masson et Cie, 1956
- Récents progrès en microcalorimétrie, par Édouard Calvet et Henri Prat, Paris, Dunod, 1958
- Analyse micro-calorimétrique de l'influence de divers dérivés de la phénothiazine : proclorpérazine, aminopromazine, lévomépromazine, perphénazine, sur la thermogenèse de la souris, Niort, Imprimerie Nicolas, 1959
- La Métamorphose explosive de l'humanité, Planète, 1960
- La Métamorphose explosive de l'humanité - 1. Connaissance et description du monde, Paris, Société d'édition d'enseignement supérieur, 1960

- Métamorphose explosive de l'humanité Première partie, Connaissance et description du monde, Paris, Société d'édition d'enseignement supérieur, 1960
- Métamorphose explosive de l'humanité Seconde partie, Comprendre l'univers ou périr ?, Paris, Société d'édition d'enseignement supérieur, 1961
- Métamorphose explosive de l'humanité... 2, Comprendre l'univers ou périr, Société d'édition d'enseignement supérieur, 1961
- Métamorphose explosive de l'humanité, Paris, Société d'édition d'enseignement supérieur, 1960-1961
- Aide-mémoire de physiologie végétale, à l'usage des candidats à la licence ès sciences - Cycles du carbone, de l'azote, du soufre, de l'eau et des sels minéraux, croissance, tropisme , Paris, Centre de documentation universitaire, 1961
- Aide-mémoire de physiologie végétale, à l'usage des candidats à la licence ès sciences, Paris, Centre de documentation universitaire, 1963
- Recent progress in microcalorimetry, E. Calvet et H. Prat, edited and translated from the french by H.A. Skinner, Oxford, New York, Paris, Pergamon Press, 1963
- Le champ unitaire en biologie, préface de Henri Laugier, Paris, Presses universitaires de France, 1964
- Explosion und Verwandlung der Menschheit, Olten, Walter-Verlag , 1965
- La Métamorphose explosive de l'humanité, nouvelle édition, préface par André de Cayeux, Paris, Éditions Planète, 1966
- L'espace multidimensionnel, Montréal, Presses de l'Université de Montréal, 1971